# حسن أباد (عليا أردستان)
حسن أباد (بالفارسية: حسن‌آباد) هي قرية تقع في إيران في قسم علیا الريفي. يقدر عدد سكانها بـ 48 نسمة .